# Трифторид бору

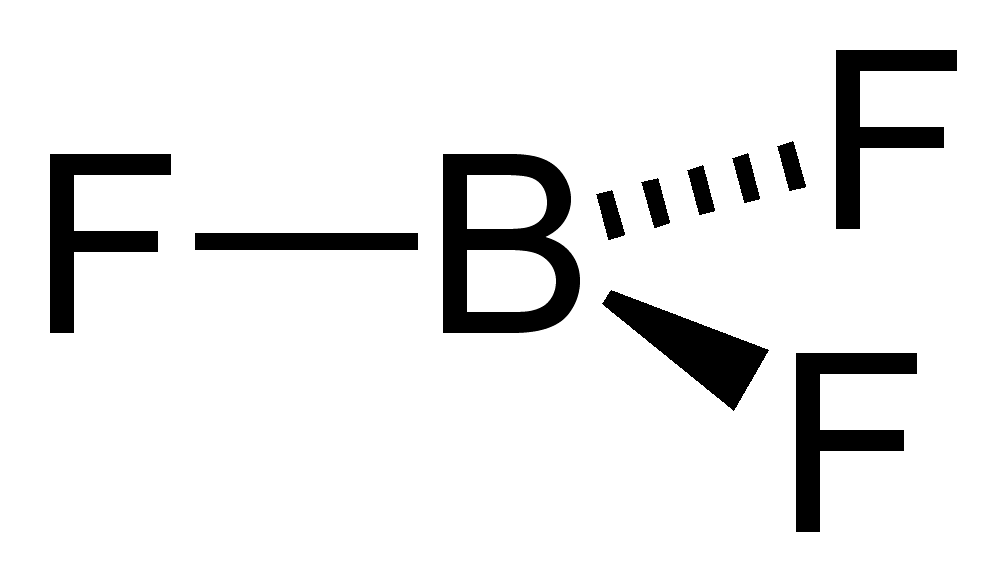
Структура BF3.

Трифтори́д бо́ру — це бінарна неорганічна сполука з хімічною формулою {\displaystyle {\ce {BF3}}}. Фторид бору є токсичним безбарвним газом з різким запахом, димить на повітрі при взаємодії з вологою. {\displaystyle {\ce {BF3}}} є кислотою Льюїса та універсальним будівельним блоком в органічному синтезі. Фторид бору має тригональну планарну структуру. {\displaystyle {\ce {D_{3h}}}} симетрія підтверджується теорією ВЕПВО. 
Трифторид бору має тригональну планарну симетрію з неповним електронним октетом в атомі Бору. Атоми фтору в {\displaystyle {\ce {BF3}}} знаходяться у вершинах рівногостороннього трикутника. F-B-F кут зв'язку 120° і всі чотири атоми в молекулі {\displaystyle {\ce {BF3}}} знаходяться в одній площині. Оскільки електронегативність бору складає 2,04 і 3,98 для фтору, атоми фтору відтягують електронну густину на себе, таким чином утворюючи частково негативний заряд на атомі фтору (δ-) і частково позитивний на атомі бору (δ+). Різниця в електронегативності між атомом фтору і бору складає 1,94 і це робить зв'язок між бором та фтором полярним. Фторид бору не має дипольного моменту через високу симетрію даної сполуки. {\displaystyle {\ce {BF3}}} є ізоелектронним до карбонатного аніона.

## Синтез
Трифторид бору отримують шляхом нагрівання суміші фтористого кальцію, борного ангідриду та концентрованої сульфатної кислоти:
3CaF2 + B2O3 + 3H2SO4 → 2BF3 + 3CaSO4 + 3H2O,
3CaF2 + B2O3 + 6H2SO4 → 2BF3 + 3Ca(HSO4)2 + 3H2O.
Це найстаріший і найпоширеніший у лабораторній практиці спосіб. Ним користувався ще Деві, один із перших дослідників фтористого бору. Реакцію проводять зазвичай із застосуванням значного надлишку борного ангідриду (щоб уникнути утворення фтористого водню) та великого надлишку сульфатної кислоти.
Альтернативний спосіб одержання трифториду бору — це взмаємодія триоксиду бору з елементарним вуглецем і фтором.
{\displaystyle {\ce {B2O3 + 3 C + 3 F2 -> 2 BF3 + 3 CO}}}
В лабораторії трифторид бору оторимують шляхом термічного розпаду бензин діазоінум тетрафтороборату.
{\displaystyle {\ce {PhN2BF4 ->[{t}] BF3 + PhF + N2}}}

## Хімічні властивості
Хімічні властивості BF3 зумовлені здатністю приймати електронну пару і формувати координаційні ковалентні зв'язки.  BF3  формує комплекси типу [BX4]-.